# Підземне сховище газу Кардоскут
Підземне сховище газу Кардоскут – об’єкт нафтогазової інфраструктури Угорщини. 
У середині 1960-х на півдні Угорщини почалась розробка газового родовища Кардоскут, видача продукції якого відбувалась за допомогою газопроводу Сегед – Кардоскут – Варошфьолд. В наступному десятилітті виснажене родовище перетворили на підземне сховище газу, яке стало до ладу в 1978-му з 7 свердловинами. В подальшому кількість експлуатаційних свердловин збільшили до 21, крім того, використовують 8 спостережних свердловин. Станом на початок 2000-х об’єм ПСГ становив 240 млн м3, а наразі цей показник збільшили до 280 млн м3. 
Зберігання газу відбувається у покладі товщиною 3,8 метра на глибині 1150 метрів. Мінімальний та максимальний тиск у сховищі коливається від 9,8 до 13 МПа. Технічно можливий добовий відбір складає 2,9 млн м3 при добовому рівні закачування у 1,6 млн м3. ПСГ має компресорну станцію, потужність якої на початку 2000-х становила 6 МВт.